# 格拉纳达美术馆

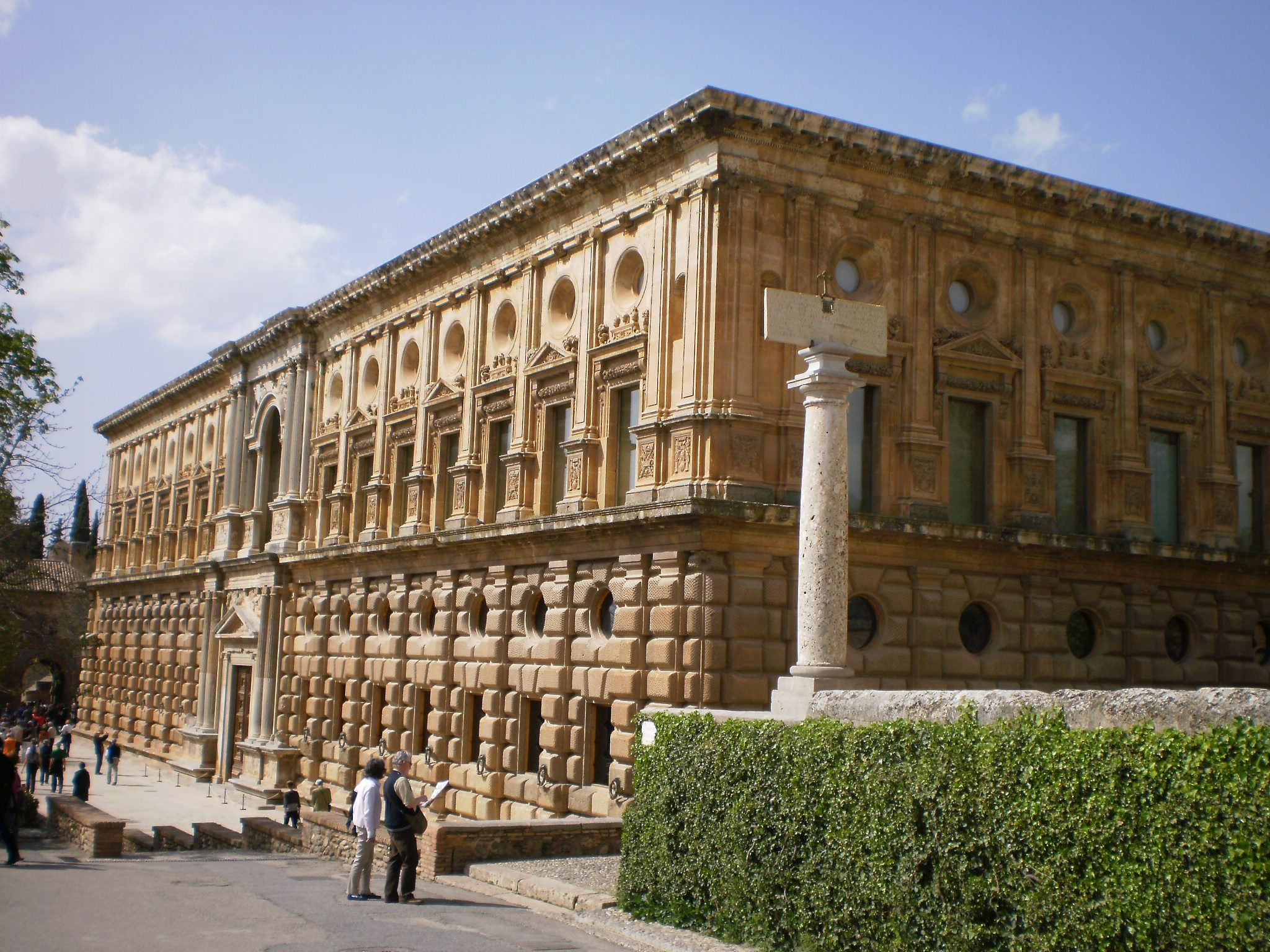
查理五世宫

格拉纳达美术馆（西班牙語：Museo de Bellas Artes de Granada）)是一个美术博物馆，位于西班牙格拉纳达。自20世纪50年代以来一直设于查理五世宫，那里还设有阿尔罕布拉博物馆（Museo de la Alhambra）。

## 历史
与西班牙许多省级博物馆一样，格拉纳达美术馆起源于19世纪西班牙没收修道院运动（Desamortización española）。

## 收藏
这里收藏有胡安·桑切斯·科坦（Juan Sánchez Cotán）、阿隆索·卡诺（Alonso Cano）、胡安·德塞维利亚（Juan de Sevilla）和马里亚·福尔图尼的作品， 雅各布·托尼（Jacopo Torni）和佩德罗·德梅纳（Pedro de Mena）的木雕作品，以及更多的宗教艺术品，如P.Toma的17世纪油画《死亡寓言》，以及17世纪匿名油画《圣方济各》。